# سالي آن مارش
سالي آن مارش (بالإنجليزية: Sally Ann Marsh)‏ هي مغنية وممثلة بريطانية، ولدت في 1972 في Pembury ‏ في المملكة المتحدة.

## وصلات خارجية
- سالي آن مارش على موقع IMDb (الإنجليزية)
- سالي آن مارش على موقع ميوزك برينز (الإنجليزية)
- سالي آن مارش على موقع أول ميوزيك (الإنجليزية)
- سالي آن مارش على موقع ديسكوغز (الإنجليزية)
- سالي آن مارش على موقع قاعدة بيانات الفيلم (الإنجليزية)